# 엑셀세라퓨틱스
주식회사 엑셀세라퓨틱스는 대한민국의 세포유전자 치료제(CGT) 전용 배양 배지 전문기업이다. 매출이 2021년 약 20억원에서 2022년 10억원으로, 영업손실은 56억 7801만원에서 82억 9144만원으로 46% 넘게 늘었다.

## 역사
고려대 일어일문학과를 졸업하고 한국야구르트의 신사업팀의 팀장으로 일하던 이의일 대표가 창업하였다.화학조성배지 형태의 CGT 세포배양배지인 ‘셀커’를 개발하였다

## 사업
‘세포기반 인공혈액 제조 및 실증 플랫폼 기술 개발사업’ 과제의 주관 기업으로 선정되어 세포기반 인공혈액 적용 배지개발 총괄을 맡고 있다

## 같이 보기
- 배지
- 아미코젠
- 바이오에프디엔씨
- 케어젠